# تخم‌مرغ فابرژه

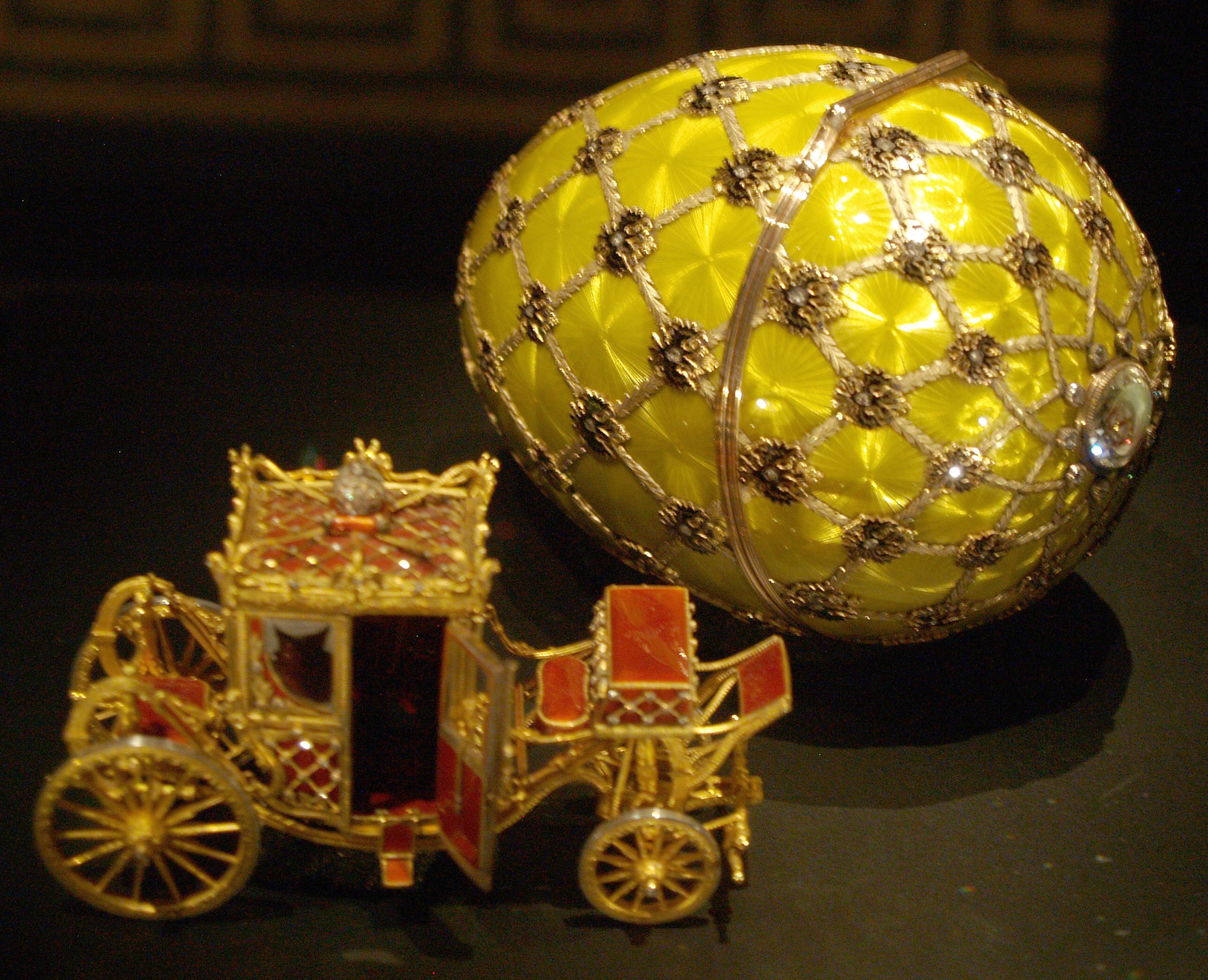
تخم‌مرغ تاج‌گذاری امپراتوری، یکی از معروف‌ترین و نمادین‌ترین تخم‌مرغ‌های فابرژه.

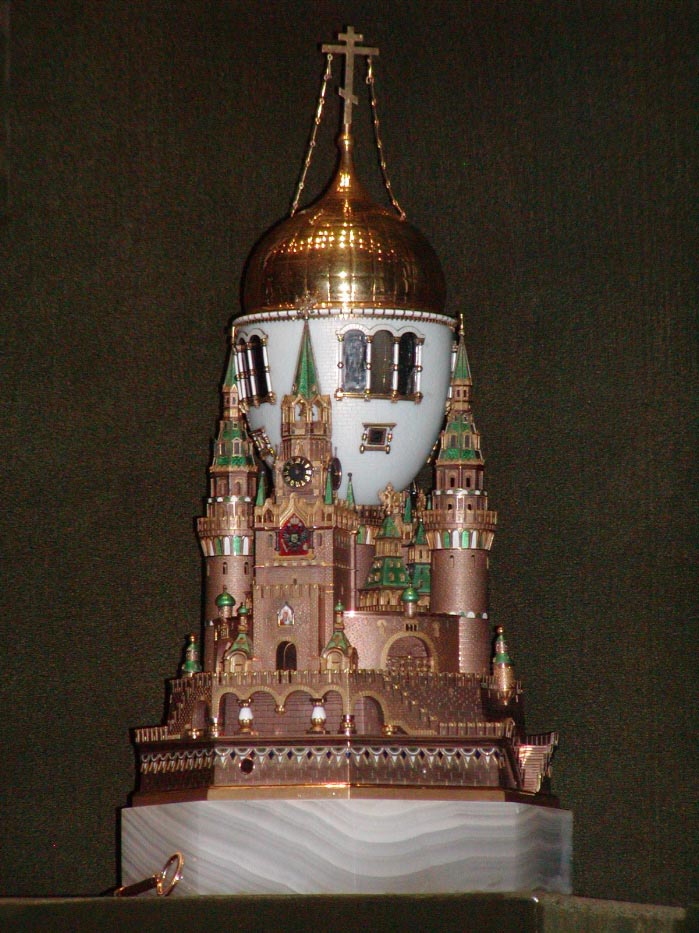
تخم‌مرغ مسکو کرملین، ۱۹۰۶.

تخم‌مرغ فابرژه (روسی: яйца Фаберже́، yaytsa Faberzhe) تخم‌مرغی نگین‌دار است (احتمالاً ۶۹ عدد از آن ساخته شده که ۵۷ عدد از آن باقی مانده) که توسط خاندان فابرژه، در سن پترزبورگ، امپراتوری روسیه ساخته شده‌اند. تقریباً تمام آن‌ها تحت نظارت پیتر کارل فابرگه بین سال‌های ۱۸۸۵ و ۱۹۱۷ ساخته شدند. مشهورترین آنها ۵۲ تخم‌مرغ «شاهنشاهی» هستند که به عنوان هدایای عید پاک تزارهای روسی اسکندر سوم و نیکلاس دوم به مادرانشان ساخته شده‌اند و ۴۶ مورد از آنها باقی مانده است.

## محل تخم‌ها
از ۶۵ تخم‌مرغ شناخته‌شده، ۵۷ تا به امروز سالم مانده‌اند.
پس از انقلاب روسیه، بلشویک‌ها خانه فابرژه را ملی کردند و خانواده فابرژه به سوئیس فرار کردند، جایی که پیتر کارل فابرژه در سال ۱۹۲۰ آنجا درگذشت. کاخ‌های خانواده امپراتوری غارت شدند و گنج‌های آنها به دستور ولادیمیر لنین به زرادخانهٔ کرملین منتقل شدند.